# Fiat 850 Michelotti Shellette
La Michelotti Shellette è un'autovettura special di tipo spiaggina prodotta dalla Michelotti, su base Fiat 850 Spider, dal 1968 al 1969.

## La vettura

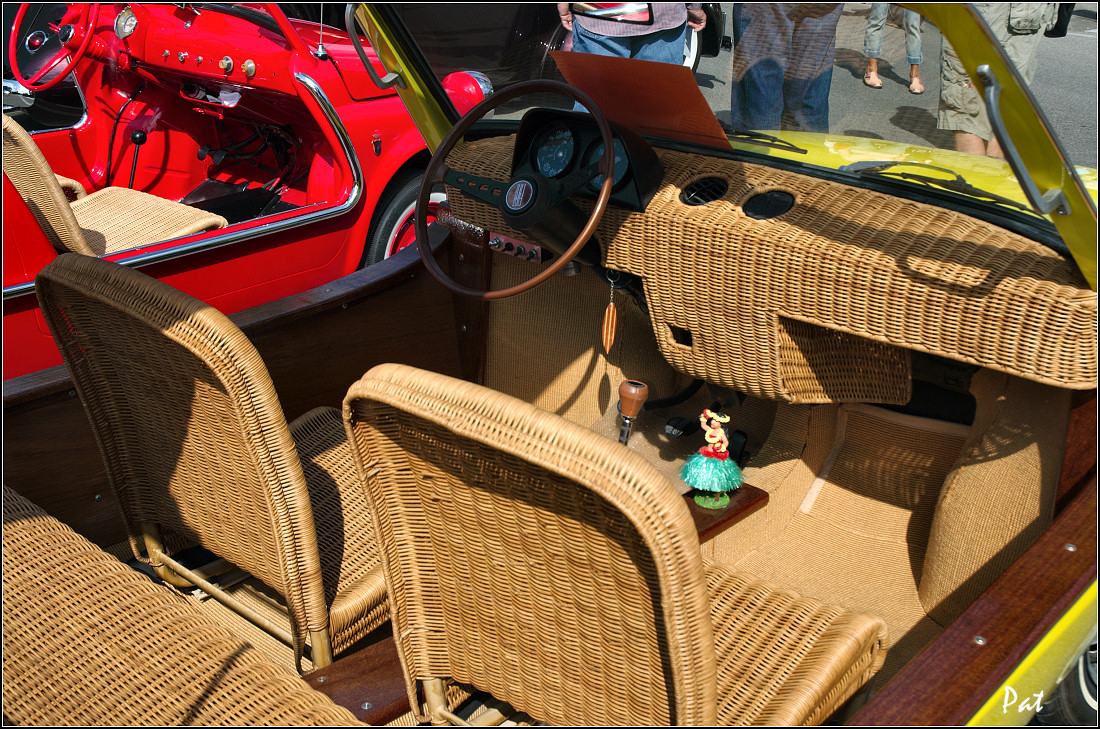
Gli interni

Venne realizzata da Giovanni Michelotti in collaborazione con Philip Schell, ideatore di yacht. Si presenta con una carrozzeria affusolata ma priva di portiere e di una copertura, dotata solo di un top in tela. Molto particolari anche gli interni, realizzati in legno e vimini, che le conferivano però un carattere particolarmente estivo. Tra gli optional disponibili vi era l'impianto di riscaldamento e la radio, insoliti per una spiaggina. 
Il motore derivava dalla Spider di casa Fiat, quindi un 903 cc da 52 CV, con cambio a 4 marce più retromarcia, ma la velocità massima che il motore poteva garantire venne ridotta, essendo comunque un'automobile non adeguata da alte velocità.
La vettura, concepita per famiglie benestanti, venne realizzata in circa 80 esemplari, uno dei quali venne acquistato da Jacqueline Kennedy Onassis. Esteticamente si discosta completamente dalla 850 Spider da cui deriva, il frontale addirittura ricorda quello di un'Alfa Romeo Giulia GT.